# Parc del Serrat
El Parc del Serrat és un parc municipal del poble i terme de Monistrol de Calders, al Moianès.
Està situat en un turó situat al nord-oest del poble, a ponent del Collet.
És el lloc preferit per a les festes populars, sempre que acompanyi el bon temps, i hi ha instal·lat un petit circuit per a fer exercicis físics senzills, un espai per a posar-hi una tarima per a una cobla o orquestra, espai per als balladors, i prou lloc per a poder-hi muntar eventualment fires populars, com la del Moianès, que cada any se celebra en un poble diferent d'aquesta comarca.

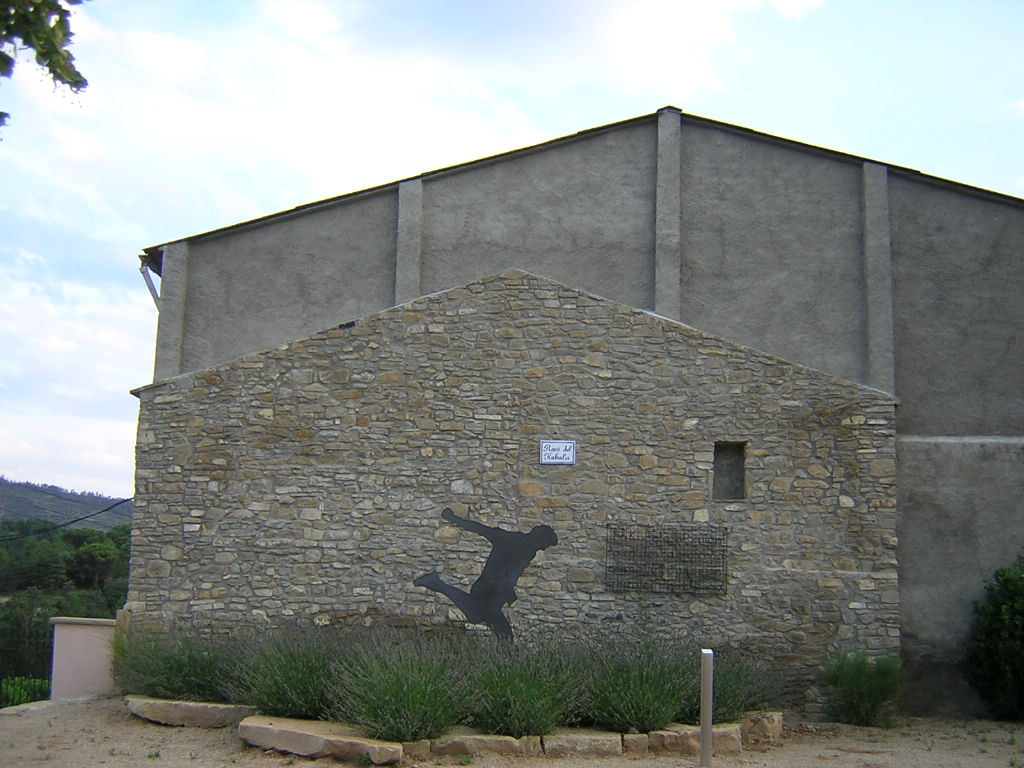
L'estàtua de Kubala xutant les pilotes

Una de les particularitats és que hi ha, a l'extrem meridional del parc, el Racó del Kubala, amb una estàtua en forma d'ombra xutant la pilota, característica silueta del futbolista, que representa, com diu un cartell a la paret immediata a l'estàtua, que Ladislau Kubala ha xutat nou pilotes que són en diferents llocs del parc. El joc consisteix a trobar les nou pilotes -de pedra- que hi ha escampades arreu del parc.
Més modernament, i a la mateixa zona del parc, s'hi ha instal·lat un monument als picapedrers (ofici molt destacat en el poble a la segona meitat del segle xx) i una barraca de vinya que complementa aquest monument.